# Cowlitz County
Cowlitz County je okres ve státě Washington ve Spojených státech amerických. K roku 2010 zde žilo 102 410 obyvatel. Správním městem okresu je Kelso. Celková rozloha okresu činí 3 020 km2.